# José Antonio Segura
José Antonio Segura López (Turrillas, Almería; 19 de mayo de 1934 - Almería, España 13 de junio de 2018) conocido también como "Mister gorilla" fue un futbolista y entrenador español, dirigió a equipos de la Comunidad de Madrid (Getafe Deportivo, RSD Alcalá y C.D Leganés) 
Con 18 años inició su carrera de futbolista jugando para el Almería C.F (un antecesor de la U.D Almería)  después jugó en el Calvo Sotelo de Puertollano, dio inicio a su carrera como entrenador en las inferiores del Real Madrid debido a su amistad con Santiago Bernabéu en los 70s llegó al Getafe Deportivo logró ascenderlo a la segunda división, luego tuvo paso por el RSD Alcalá y CD Leganés

## Clubes
| Club    | País   | Año                   |
| ------- | ------ | --------------------- |
| Getafe  | España | 1971 - 1978           |
| Alcalá  | España | 1979 - 1981 1987-1991 |
| Leganés | España | 1982-83               |